# هاندلوه
هاندلوه (به آلمانی: Handeloh) یک شهر در آلمان است که در Tostedt واقع شده‌است. هاندلوه ۲٬۴۵۳ نفر جمعیت دارد.